# Ojo morado
El ojo morado o amoratado es una equimosis alrededor del ojo comúnmente debida a una herida en el rostro. El nombre se debe al color de la contusión ocular. La mayoría de las lesiones de ojos morados son menores y sanan solas en alrededor de una semana. 

## Etiología
El traumatismo cerca de una ceja o algún lugar que no esté ubicado directamente en el ojo puede hacer que el párpado se vuelva de un color purpúreo. Las heridas oculares y los traumatismos en la cabeza pueden también coincidir con un ojo morado. 

## Cuadro clínico
La apariencia dramática (decoloración y turgencia) no indica necesariamente una herida seria.

## Tratamiento
Generalmente la asistencia médica no es necesaria, salvo que haya lesión ocular.

## Complicaciones
Los signos clínicos que indicarían complicaciones en la lesión son:
- Visión doble o borrosa
- Pérdida de visión
- Pérdida de conciencia
- Imposibilidad para mover el ojo o para parpadear
- Hemorragia nasal u ótica
- Hemorragia en la superficie ocular
- Dolor de cabeza persistente